# Hanksville
Hanksville ist ein kleiner Ort im östlichen Wayne County, Utah. Das U.S. Census Bureau hat bei der Volkszählung 2020 eine Einwohnerzahl von 158 ermittelt.
Hanksville liegt auf dem Colorado-Plateau im Umfeld des San Rafael Swell, einer geologischen Faltung, die als bizarrer Felsrücken aus der Halbwüste aufragt.

## Geografie
Hanksville liegt an der Abzweigung der Utah State Route 24 und der Utah State Route 95, südlich vom Zusammenfluss des Fremont River und Muddy Creek. Beide bilden den Dirty Devil River, der in den Colorado River mündet.

## Geschichte
Der Ort wurde 1882 zunächst unter dem Namen Grave’s Valley gegründet. Den Namen Hanksville erhielt der Ort 1885. Namensgeber war der mormonische Pionier Ebenezer Hanks. Zunächst war die Gemeinde durch Landwirtschaft und Bergbau dominiert. Später wurde Hanksville bekannt als Versorgungsstation für Butch Cassidy und seine Bande, während sie sich in den nahegelegenen Canyons versteckten.
Nach dem Zweiten Weltkrieg entwickelte sich in der Region die Prospektion nach Uran, mit der Folge, dass eine Vielzahl kleiner und kleinster Bergwerke errichtet wurden, die nahezu alle binnen kurzer Zeit wieder aufgegeben wurden. Hanksville diente zur Versorgung der Betriebe. 1960 kam die erste Elektrizitätsleitung nach Hanksville. 

## Wirtschaft
Seitdem entwickelte sich auch der Tourismus, von dem der Ort heute lebt. Hanksville bietet Unterkünfte und Einkaufsmöglichkeiten für Besucher der Nationalparks und anderer Gebiete auf dem nordwestlichen Colorado-Plateau. Das Bureau of Land Management betreibt eine Field station in Hanksville.
Die Mars Desert Research Station wurde 2001 ca. 12 km nordwestlich von Hanksville errichtet. 

## Dinosaurierfunde
Der rund 16 km nordwestlich gelegene Steinbruch Hanksville-Burpee Quarry ist eine der größten Fundstätten von Dinosaurier-Skeletten in den USA, vorwiegend Sauropoden wie Diplodocus, Apatosaurus, Barosaurus und Camarasaurus, aber auch Theropoden wie Allosaurus und Ornithopoden wie Dryosaurus sowie den Vogelbeckensaurier Mymoorapelta aus dem späten Jurazeitalter.